# William Courtenay (archevêque)
Pour les articles homonymes, voir William Courtenay.
William Courtenay, né vers 1342 et mort le 31 juillet 1396 à Maidstone, est un archevêque de Cantorbéry, engagé dans la défense de l'Église et les rivalités envers les Lollards.

## Biographie
William Courtenay est le quatrième enfant de Hugues, comte de Devon. Par sa mère, Marguerite de Bohun, il est un arrière-petit-fils du roi d'Angleterre Édouard Ier. Il pourrait être né à Exminster.
Il est évêque de Hereford de 1369 à 1375, puis de Londres de 1375 à 1381.
Lorsque William Courtenay est ordonné  archevêque de Cantorbéry en 1381, les idées de John Wyclif contre l'Église et notamment la réforme grégorienne sont l'objet de controverses et ont trouvé de nombreux soutiens, comme Jean de Gand. Courtenay s'est déjà opposé à Wyclif en février 1377 à la cathédrale Saint-Paul de Londres, où il le fait condamner pour hérésie. Le 21 mai 1382, lors du synode dit du tremblement de terre (en), 24 thèses de Wyclif sont déclarées hérétiques (certaines l'ayant été lors du précédent synode). L'archevêque attaque ensuite les Lollards à Oxford et presse les évêques de combattre les hérétiques, ce qui fut fait avec difficultés, « les séculiers montrant plus de faveurs que les réguliers à l'hérésie »,. 
Courtenay meurt le 31 juillet 1396 à Maidstone. Il est enterré à la cathédrale de Canterbury. 